# Истон (Вашингтон)
Истон (енгл. Easton) насељено је место без административног статуса у америчкој савезној држави Вашингтон.

## Демографија
По попису из 2010. године број становника је 478, што је 95 (24,8%) становника више него 2000. године.
| Група             | 2000.       | 2010.       |
| Белци             | 342 (89,3%) | 391 (81,8%) |
| Афроамериканци    | 0 (0,0%)    | 1 (0,2%)    |
| Азијати           | 0 (0,0%)    | 0 (0,0%)    |
| Хиспаноамериканци | 35 (9,1%)   | 77 (16,1%)  |
| Укупно            | 383         | 478         |